# 東京都立日比谷高等学校
東京都立日比谷高等学校（とうきょうとりつ ひびやこうとうがっこう、英語: Tokyo Metropolitan Hibiya High School）は、東京都千代田区永田町に所在する東京都立高等学校。

## 概要
同校は、最初の東京府立中学（現在の東京都立高等学校）として1878年に現在の文京区本郷にて東京府第一中学（府立一中）の名称で開校した。
現在の「日比谷」という名称は、戦後に校名が変更される際、当時の菊地龍道校長（前横浜一中校長で、後の駒場東邦中・高初代校長）によって、1899年～1929年の期間校地であった旧麹町区西日比谷1番地（現：千代田区霞が関一丁目1番）に因んで命名されたものである。
東京のエリートコースといわれた戦前の「府立第一中学→第一高等学校→東京帝国大学」および戦後の「番町小→麹町中→日比谷高→東大」の一角を担った学校である。戦前、愛知一中（現：旭丘高校）、神戸一中（現：神戸高校）と並び「一中御三家」とも称された。
神奈川県立横須賀高校と並び、五輪金メダリスト（西竹一）、内閣総理大臣（阿部信行）、ノーベル賞受賞者（利根川進）を揃って輩出した高校である。

## 沿革

### 草創期

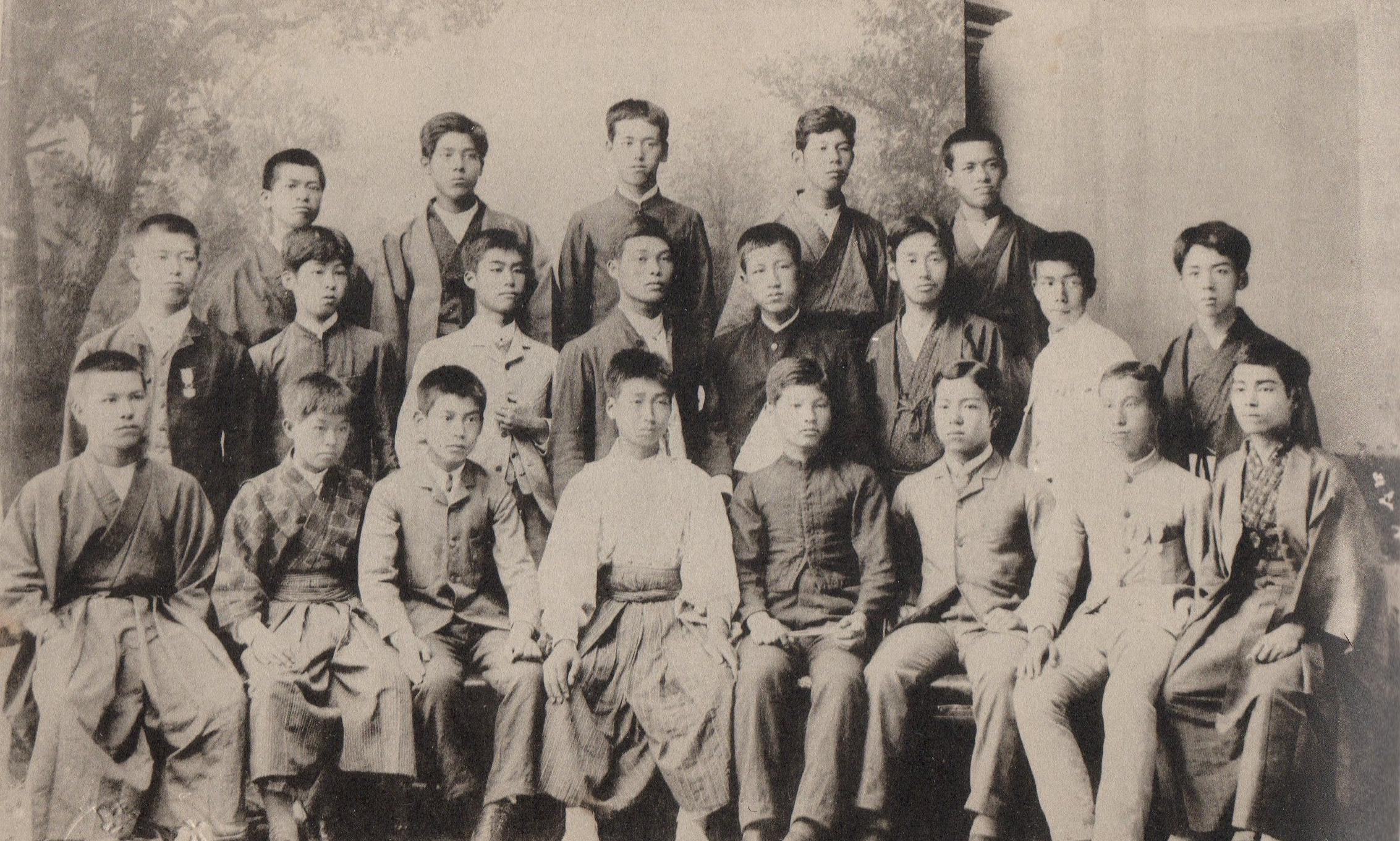
明治22年（1889年）卒業生写真

1878年に東京府第一中學（東京府第一番中學）は、文京区の本郷元町にあった旧：玉藻小學校にて開校した。のち、すぐに官立東京英語學校の空校舎に移る。創立当初から明治半ば頃までは学制や教育令の理念に忠実な東京府學務課の方針もあって、高等普通教育を教授する機関として独自の正則教育を標榜していた。そのため、中産階級の育成を目的としたと思われる「中人」または「実業人」などと具体的な教育像が定まらないながらも、上級学校への進学面に重きをおいてはいなかった。草創期に、上位学校への進学を目的とした変則科ではなく正則科に入学した夏目漱石がその後二松學舎や成立學舎に移っていったのは、西南戦争後の資本や教員の人材不足を背景とした、混沌とした学制混乱期と官公立（公立）の宿命としての当時の一中の教育のあり方の一例として見ることができる。
当初の大學予備門諸規則では、母体となった旧：官立東京英語学校生徒に配慮して入学要件を13歳以上としたため、一時期、中学卒業要件は未規定だった。そのため、500人内外の生徒数を擁したマンモス校であったが、卒業年を待たずに大学予備門・第一高等中学校に進む者、また床次竹二郎によれば、上級学校進学に特化した進学予備校など市井の各種受験校に通う者移る者も多かった。

### 「一中→一高→帝大」のルート
その後は、設立以来の東京帝国大学の要請もあり、次第に「一高→帝大（東大）」の一貫ルートとしての色合いが濃くなっていった。以後も東京府中學と大學豫備門、東大との教員の交流は独特なものがあり、「一中→一高→帝大」とされた所以でもある。また、明治初期以来の歴史を持つ文京区の誠之小学校、千代田区の番町小学校、麹町小学校等の各小学校には、都下の有力者の子弟が学区を超えて集まり、その多くが「一中→一高→帝大」のルートを進んだ。これは当時、現在の文京区西片や千代田区番町・麹町等に居を構えることが日本のエスタブリッシュメント、すなわち支配階級の証でもあったことから、選抜試験を施さない公立小学校でありながら、帝大教授の子弟や貴族院議員の係累から子爵の末裔まで、およそ日本の上流階級層が好んで集ったためである。当初、政府や東京府は従来の寺子屋教育の踏襲や雑多な教科目、その学科偏頗をして各種学校を正規の学校と見なさず、その中で中学校に準じるものの殆どが英語や漢文、数学を主とする進学予備校ないし予備学校（私立学校）であった。

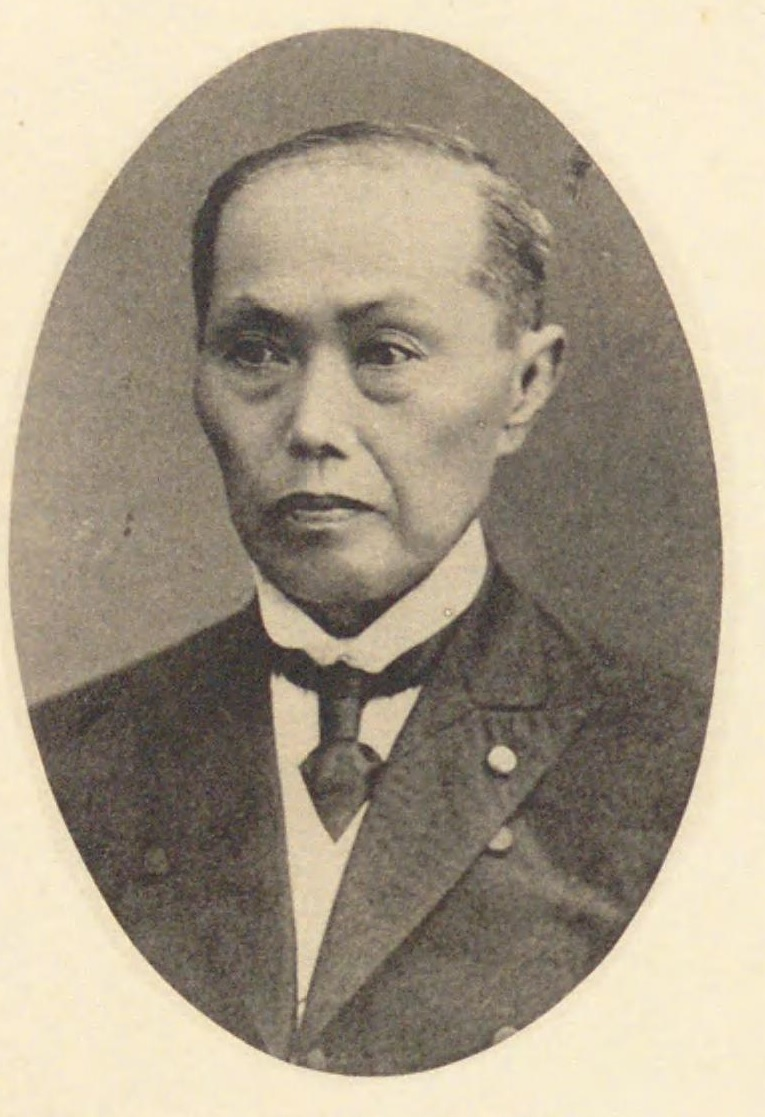
第9代勝浦鞆雄校長

1890年に勝浦鞆雄（前：東京府尋常師範（現：東京学芸大学）幹事）が第9代校長に就任してからは、生活指導と進学指導が活発化。それまで私立校（今でいう塾・予備校に近似）の後塵を拝していた進学実績は伸びることとなり、明治半ばから後半にかけて、一躍一高合格者数で首位に踊り出した。すでにその名は全国に知れ渡っていたが、この頃から一高 - 帝大への一貫ルートとして名実共に世間に認知された。ただ、一高を目指す風潮が強い余り、旧制高校への現役合格者数全体で見た場合、特に昭和の時代に入ってから四中（戸山）等に及ばないことも見られるなど、伝統的にガツガツした面とは無縁である一方で、このように一高への執着が強かったことも権威主義的である一面として見られた。また、1904年11月、韓国から皇室特派留学生を受け入れた。

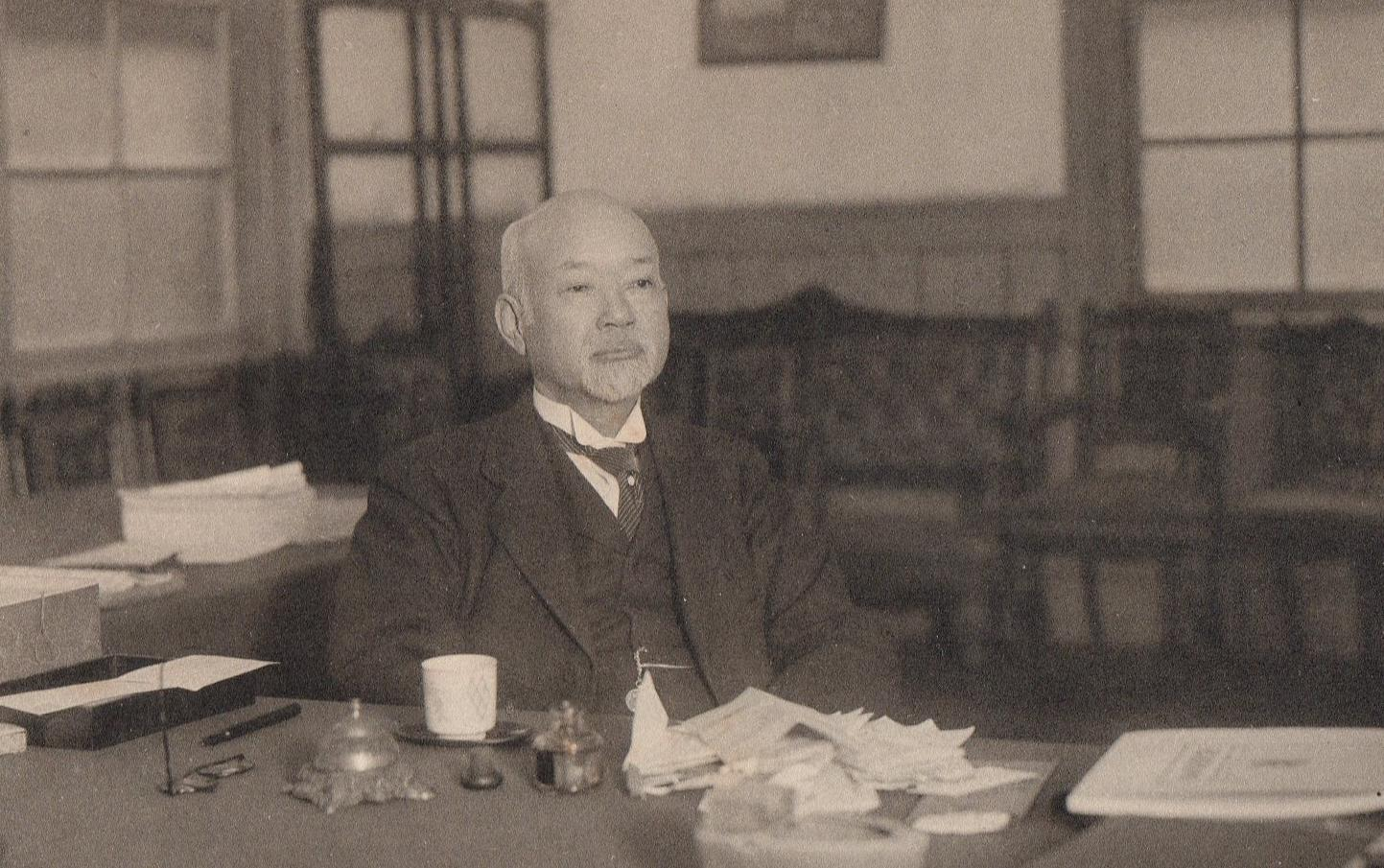
第10代川田正澂校長（1929年撮影）

1909年に川田正澂（第10代、前：仙台一中（現：仙台一高）校長）が校長に就任すると、後の時代にかけて連綿と続くリベラルと譬えられる校風が花開き、政治・経済方面は言うに及ばず文学・芸術方面に至るまで各界に異色な人材を輩出してゆく基盤が形成されていった。もっとも世間の詰込学校、あるいは規則学校という風評通り官僚的な、厳格な校風で成績にもうるさく、たとえば、当時顕在化し始めた都市部の中学の入学難を背景に“試験地獄”“釜茹での試験”などの文字が新聞紙面を躍る中、戸川秋骨は東京朝日新聞に寄稿した『断じて府立へは入れない』において、一中と四中の勉学のみならず素行点も含めた厳格な校則を批判した。この頃（1922年〈大正11年〉）、主に卒業生を対象に補習科が設けられた。引き続き1923年4月には、一高入学試験で独語受験者の優先入学規定が廃止されたこともあって、一中でも独語学級を廃止した。
1940年より学区制が施行され、その年のみ、筆記なしの口頭試問と内申点のみの入試が導入された。1943年（昭和18年）、中等学校令施行により、この年の入学生から修業年限が5年→4年に短縮。1945年（昭和20年）3月、教育ニ関スル戦時非常措置方策により、1941年（昭和16年）入学生から修業年限4年の施行が前倒しされた。さらに、「決戦教育措置要綱」および戦時教育令により、1945年（昭和20年）4月から1年間学校の授業は原則停止され、学徒勤労動員が強化された。1945年3月の入試は受験者数が定員に満たず、全員合格した。

### 戦後
戦後の学制改革を経て、都立一高、さらに現在の日比谷高校に改称した（1950年より男女共学となる）。旧制中学の前半に当たる部分（2年・3年次）を新制新星中学校（のちの港区立青山中学校）として同校内に設置、その過渡期の3年間、日比谷高校の入学試験は実施されなかった。
1947年、新制高校の教科課程について菊地龍道校長は生徒自治委員会にも提案を募り、1950年発表授業に合わせて一コマを百分授業とし、生徒がルーム（クラス）担任を選ぶ「旗立て方式」の学年別ルーム制（R制）が確立。その後は、近隣の千代田区立麹町中学校・九段中学校・一橋中学校等を中心に日比谷志願の越境通学者が全国から押し寄せ、受験過熱化とともに東大ひいては権勢への登竜門として位置付けられることになる。同様に、これらの中学校を学区指定の進学先とする千代田区立番町小学校・麹町小学校・永田町小学校等を中心に多くの越境通学者が集まった。

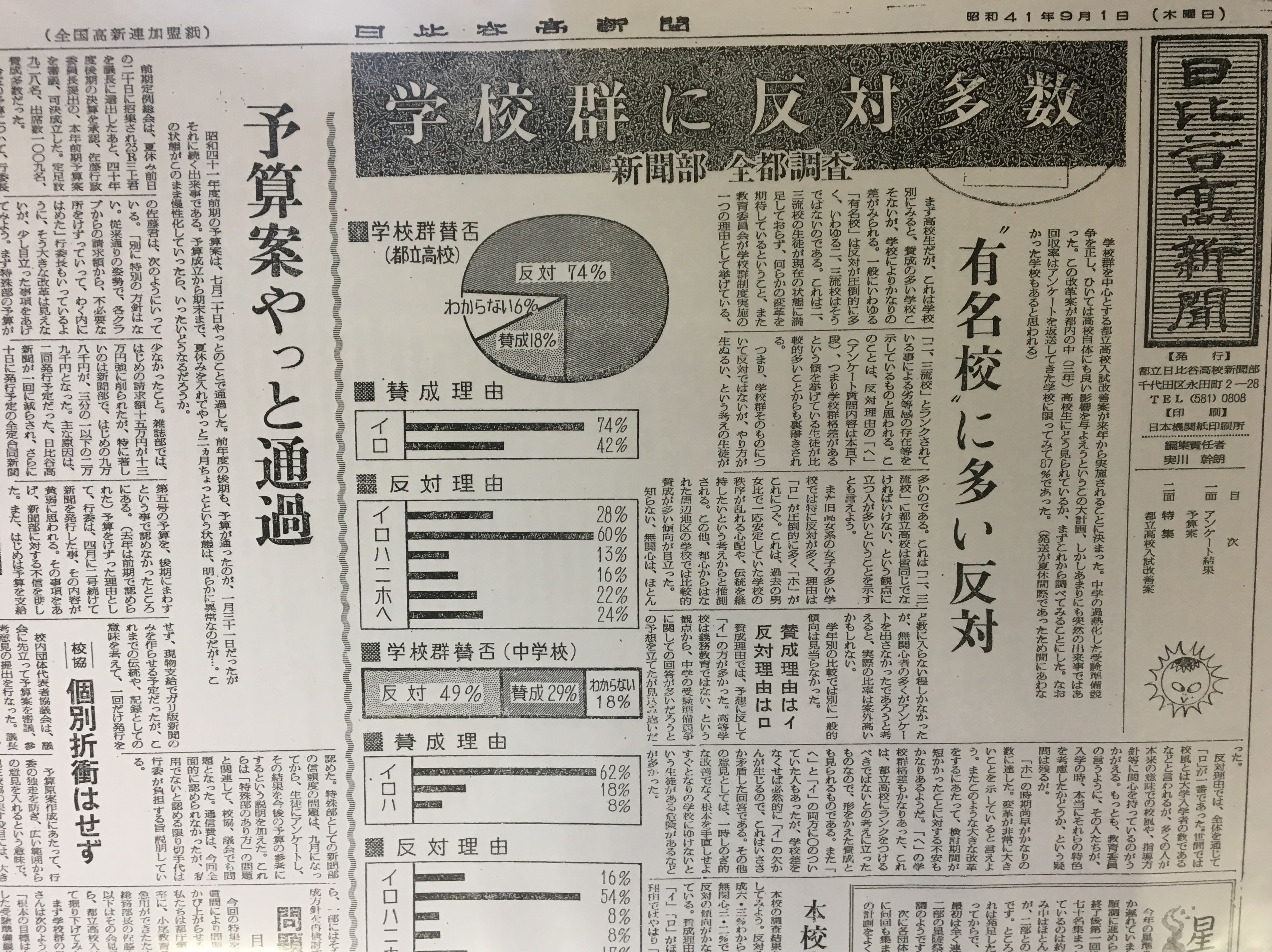
在校生の74%が学校群制度に反対であることを伝える校内新聞（1966年9月1日発行）

1965年に入ると、戦後民主主義の時代背景や学園紛争の世相を反映して、進学指導を中止する「小尾通達」が申渡され、補習科の廃止や進学指導を自粛する動きが広まり教育内容面で大きな変化が起こった。1967年には従来の学区合同選抜制度を廃止して学校群制度を導入、三田・九段と3校群を形成した。この制度により、受験者は限られたため志願者層が変化し、都立諸高の平準化と国私立難関校への流出をもたらした。日比谷は東大合格者数首位の座を失い、同じ都立校である西・戸山などと比較しても急速に東大合格者数上位校からその名が消えた。1982年からはグループ合同選抜制度を導入しても、その後の日比谷を含む都立高は、私立進学高に対して入試問題の難易度、カリキュラム、そして大学合格実績やその他取り組みを含めた制度や機能の面、あるいはブランディングで差別化や特色を生み出せなかった。リベラルは時に自由放任とも受け取られ20世紀末までに難関国公立大学合格実績で大きく後塵を拝する状況が続いた（ただし、東大合格者数については、日比谷は新学制の始まる1950年以降から毎年合格者がいる）。

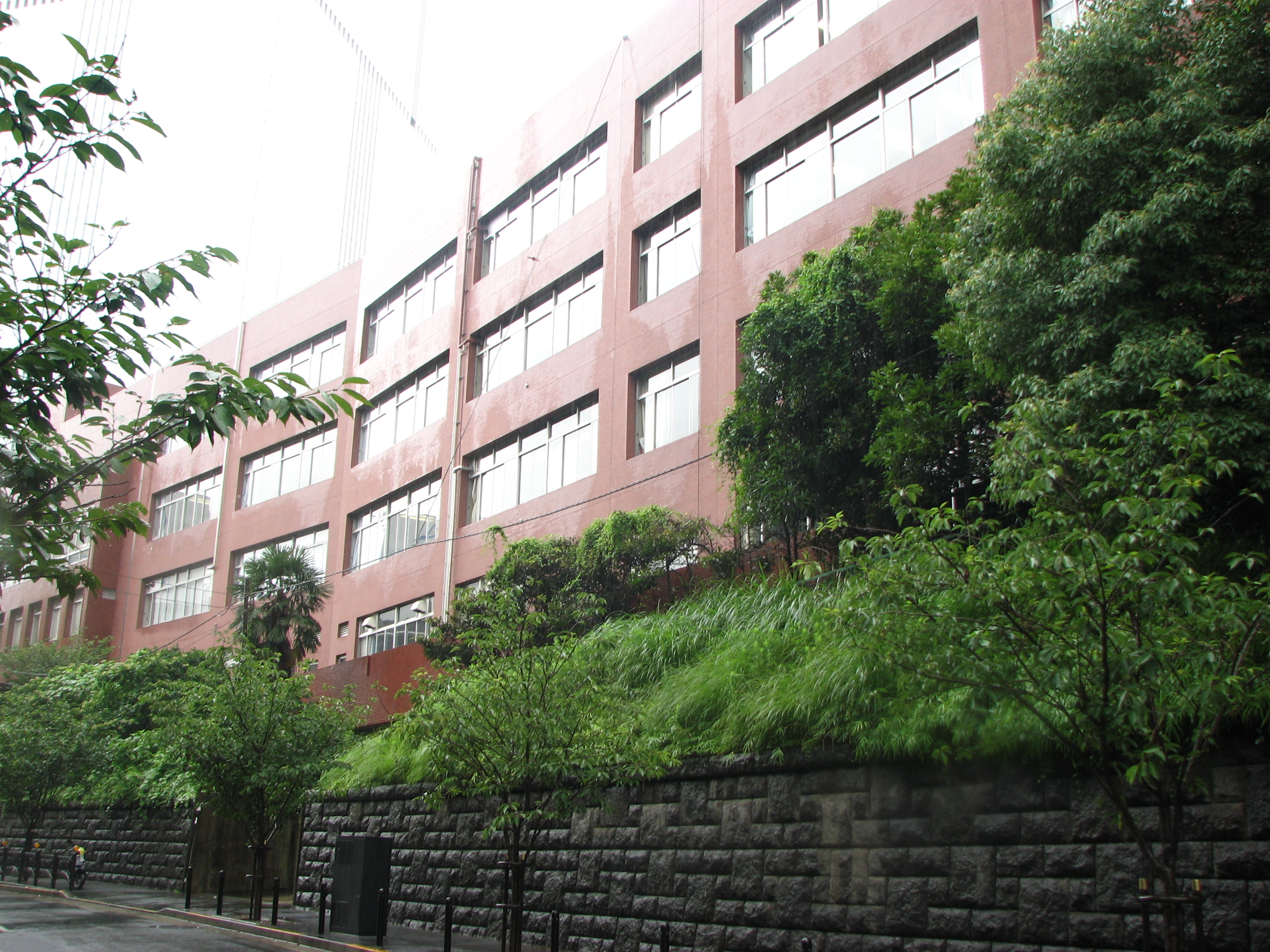
山の茶屋側から見た校舎

日比谷をはじめとする都立上位高では、都立共通入試問題で満点に近い点数を取る受験生が多く、優秀な受験生の優劣の判定が困難な状況であったと明らかに推測された。2001年度一般入試より国語・数学・英語の3教科において公立高校としては全国初の自校作成問題が導入された。また、中学校の成績評価が相対評価から絶対評価に移行したことから内申書での適切な評価が困難となったため、一般入試では学力検査と内申書の総合点が高い順に男女とも各々上位9割を決定し、残り1割は内申書を無視して学力検査の合計点が高い順に合格者を決定する学力検査特別選考枠が設けられた（ただし、2016年度入試から廃止となる）。
同年4月には長澤直臣（第25代、前：東京都教育庁）が校長に着任。河合一雄（第24代）校長時代に導入された自校作成問題導入などの改革の流れを引き継ぎ、45分×7コマ（単位）授業、教員公募制の導入、詳細なシラバスの作成といった改革を実施。8年間の長期にわたって学校改革を推し進めた。2001年に東京都から進学指導重点校の指定を受けたことや、2003年の都立高校の学区制撤廃によって、全都から生徒を集められるようになった。2009年に長澤の後を受け石坂康倫（第26代、前：都立桜修館中教校長）が校長職を継いだ。
2012年4月に武内彰（第27代、～2020年度）が校長に着任。2014年には東大合格者数で46年ぶりに全国の公立高等学校で首位となった。2016年には同合格者数が53名となり、日比谷高校としては44年振りに50人を超える。また、公立高校が50人以上の東大合格者数を出したのは、1995年の県立浦和・県立千葉以来21年ぶりとなる。2018年には48名となり、同合格者数の全国ランキングで第9位となる。日比谷高校の東大合格者数ベスト10入りは、1970年以来48年ぶりとなる。

### 年表

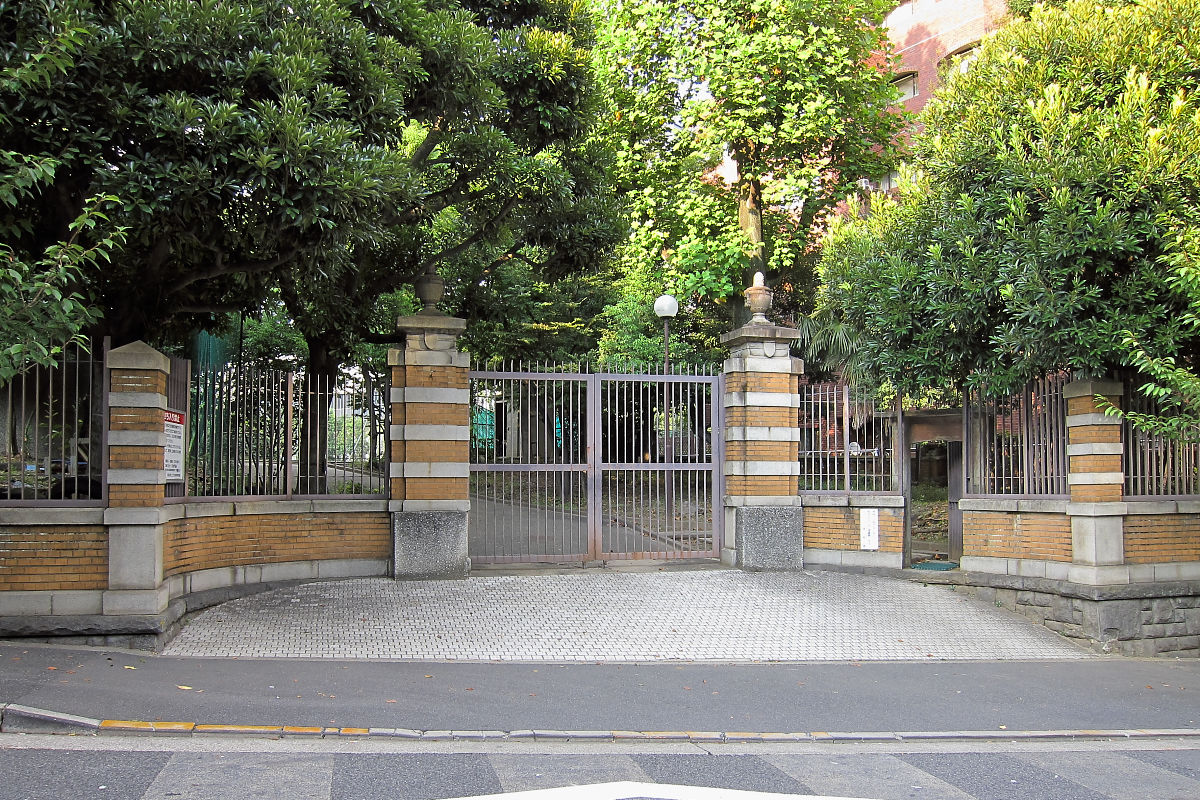
議員会館側に位置する正門

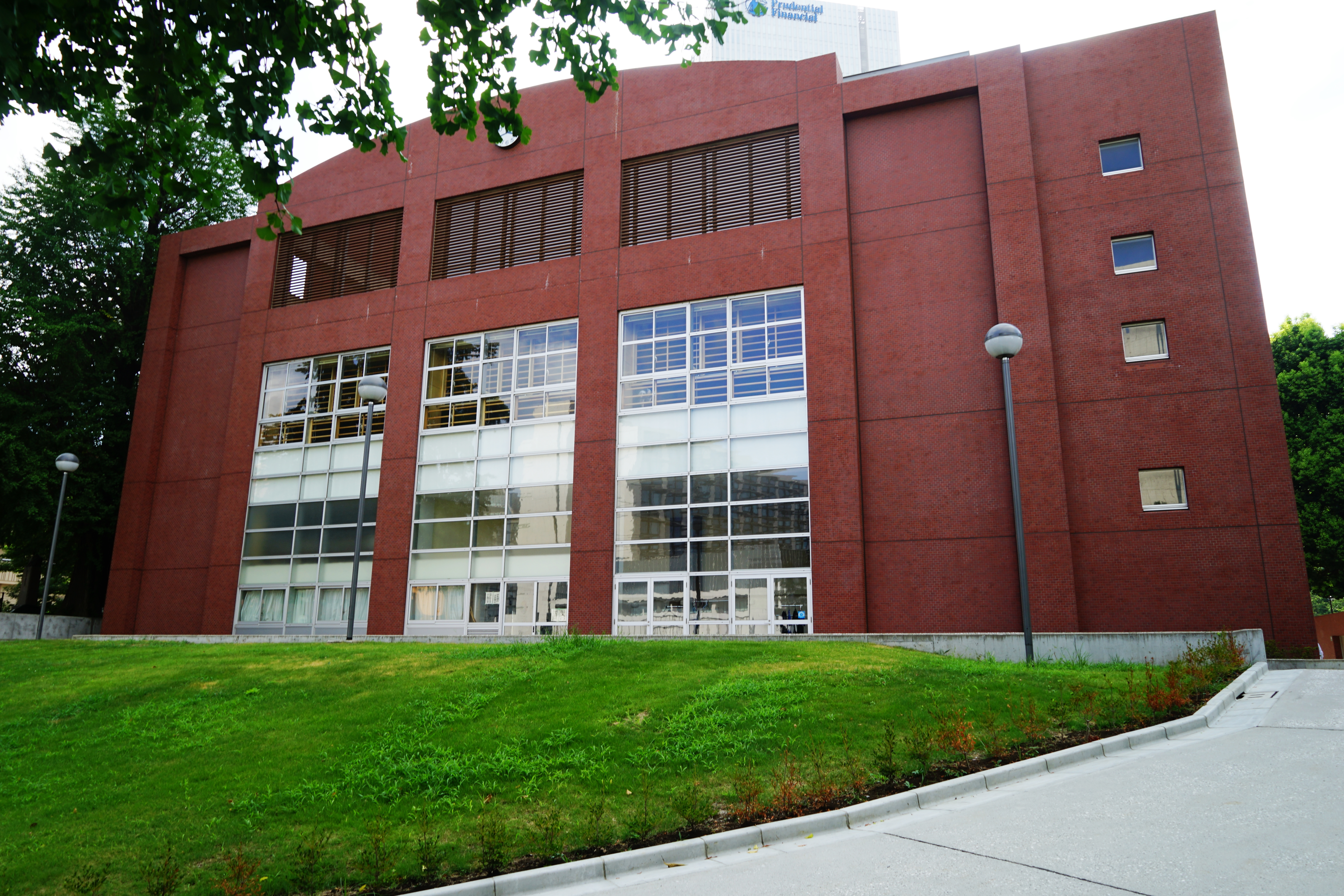
講堂跡地と体育館

- 1878年 - 東京府第一中学として本郷元町（現：水道橋界隈）にて創立。すぐに神田一ツ橋（現：学士会館）に移転。
- 1881年 - 内幸町の東京府庁内で第二中学と合併し、東京府中学校となる。
- 1884年 - 内山下町（現：帝国ホテル界隈）に移転。
- 1887年 - 東京府尋常中学校と改称。築地（現：東劇および京橋郵便局）に移転。
- 1899年 - 東京府中学校と改称、日比谷（現：検察庁界隈）に移転。
- 1900年 - 東京府第一中学校に改称（二中、三中、四中が設立の動きへ）。
- 1901年 - 東京府立第一中学校に改称。
- 1929年 - 日比谷から現在の永田町（旧：村井吉兵衛邸宅）に移転。府立高等学校と同居。
- 1937年 - 養正夜間中学（後の定時制課程）を併設。
- 1943年 - 都制施行により東京都立第一中学校と改称。
- 1948年 - 学制改革により東京都立第一新制高等学校と改称。
- 1950年 - 東京都立日比谷高等学校と改称。男女共学へ移行。
- 1969年 - 学園紛争激化。同年10月6日から12月7日まで授業停止[37]。
- 2001年 - 東京都より西高校・戸山高校・八王子東高校とともに進学指導重点校に指定。
- 2007年 - スーパーサイエンスハイスクールに指定（指定期間は5年間、3期継続で2021年制度終了）。

## 基礎データ

### 交通アクセス
- 東京地下鉄 永田町駅・赤坂見附駅・国会議事堂前駅・溜池山王駅から徒歩5分以内。
- 付近には国会議事堂や議員会館、日枝神社などがあり、また新坂（遅刻坂）を下ると赤坂である。

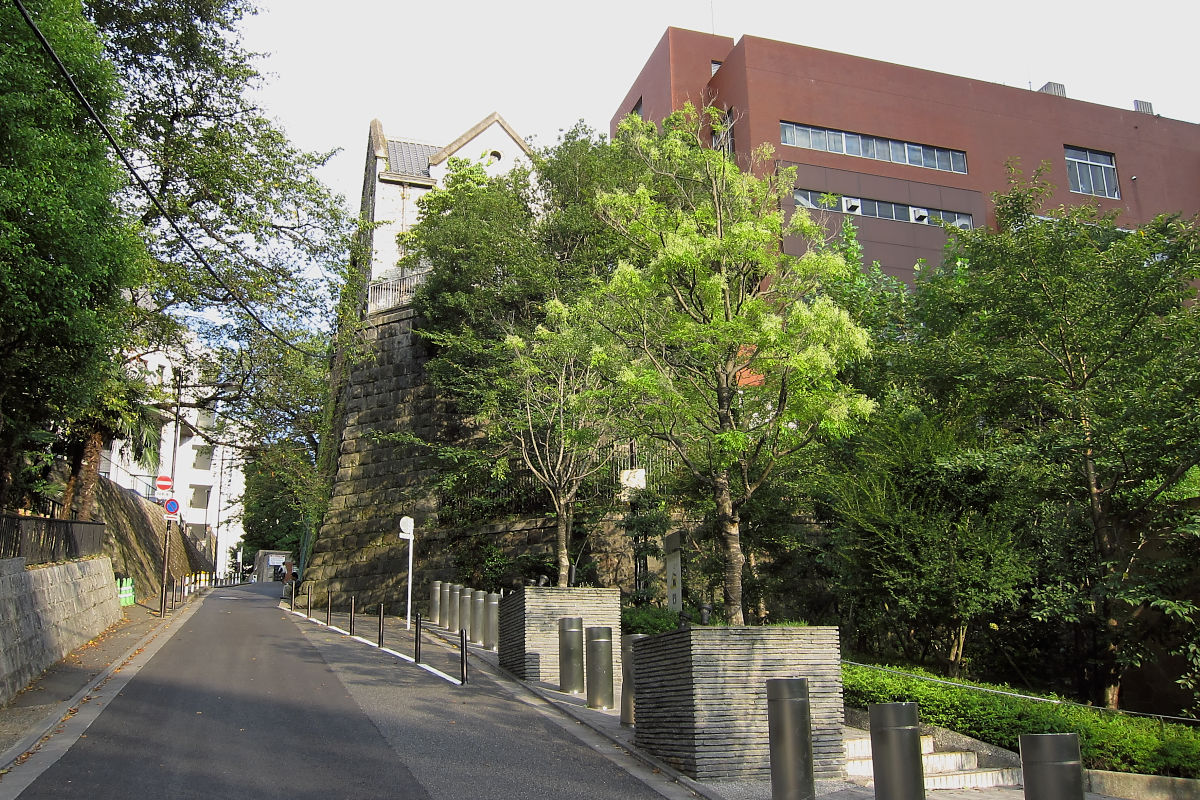
新坂（遅刻坂）から見る校舎

### 象徴

#### 講堂
かつて1928年（昭和3年）築、岡田信一郎設計による講堂が存在したが、大規模な改修等がされることはなく、1994年（平成6年）11月に解体された。

#### 校歌等
「旧校歌」は明治の御代を想わせる良い曲調ながら、終戦後、千代田の宮を仰ぎつつ…と天皇中心に唄われた歌詞が時代に合わなくなり口にされなくなった。1958年（昭和33年）の80周年記念に「現校歌」が作られたが、その間、浅妻文樹らの手による学生歌「星陵歌」が歌われた。
- 東京都立日比谷高等学校校歌（通称：星陵我らあり）
作詞：土岐善麿、作曲：篠原眞
- 東京府立第一中学校校歌（旧校歌）
作詞：福井久蔵、作曲：野村成仁
- 星陵歌（青春の日の希望にもえて）
作詞：中村達雄、作曲：浅妻文樹

#### 教育方針・校訓
- 個人の尊厳を重んじ、真理と平和を希求する人間を育成する。

#### 校風
- 「自主・自律の精神」という校風である。

この校風制定には川田正澂（第10代・前 仙台一中校長）が大きく関わっており、イートンハーレーの校風をモデルとしている。

#### 制服
旧制時代の制服は何度かの変遷が見られた。尋中時代に、国粋主義排除のために洋式型の制服がいち早く定められ、和服通学が禁じられた。その後、最も長期間着られたのは府立一中時代のものであり、前をかぎホックで留める濃紺の詰襟型上着（現在の駒場東邦・両国高校で着用されている制服と同種）に、学年（ローマ数字）・組（甲・乙・丙…をアルファベットに変えたもの）を示す文字バッジと、精勤と認められた生徒はそれを顕彰する精勤章（蜂巣状のバッジ）等を装着していた。優等・精勤襟章は、1915年（大正14年）12月に制定され、太平洋戦争頃まで続いた。
新制高校に移行する際、戦後の物資欠乏による服装混乱期を通して黒（紺）の一般型学生服のボタンを校章入り金燻ボタン5個に付け替えただけの標準服が新たに導入された。それと同時に、徽章として七宝製の正章（現役生は赤地、補習科〈後に廃止〉生は青地）と、銀色にメッキした略章が作られ、襟にはこの校章バッジのみ装着。
現行の標準服は、全国的に多くの伝統校で自由服化が進んだ中、1967年度に、生徒総会、服装問題検討特別委員会など、「着用義務がある」ものとして最終見直しが行われた。
男子は、服装の決まりに「標準的な学生服（黒または紺）」とあり、ホック留めタイプ、金燻ボタンタイプのいずれも可。共学化とともに導入された女子の標準服は、現在では、紺色のテーラーカラーシングル（三ツ釦）および共布の紺のスカート（前後2本ずつの箱ひだ）である。また、男女ともに、夏季は上着無し、ズボンまたはスカートの服地色はグレイでもよいとしている。

## 授業
1946年に導入された「発表授業」に合わせて「100分授業」が組まれ、かつては全国各校が取り入れた。現在では、45分枠を2枠連続させた90分授業の形式をとっている。また、戦後の「授業参加」に端を発する「発表授業」（生徒自身がテーマを分担し、自ら授業を行う）も社会科学・自然科学系科目を中心に続いている。
2年次には「第二外国語」（ドイツ語、フランス語、中国語、朝鮮語）等の自由選択科目がある。授業では少人数授業や習熟度別授業（英数のみ）が行われている。
その他
府立一中時代の英語教師岡田明達は、定年退職後の1943年に岡倉英語教育賞を受賞した。
2019年4月15日、イギリスのジェレミー・ハント外相が同日比谷高を訪問し、日本語による模擬授業を行った。

## 諸活動
文化祭、校内誌、学生歌、各種団体等の愛称としてよく用いられる「星陵」は、隣地の日枝神社も含めた周辺一帯の高台が古くから「星野山」、「星ヶ岡」（または星ヶ丘）と呼ばれたことに由来する。図書委員会の雑誌『リブラリア』は創刊から65年を超える。

### 委員会活動
- 図書委員会 - 委員会というより図書部に近い存在である。上記「リブラリア」を発行。
- 放送委員会 - 委員会というより放送研究会に近い存在である。星陵祭のCM放映や体育祭の音響面を担当。
- 雑誌委員会 -「いてふ台」を発行。
- 新聞委員会 -「日比谷高新聞」を発行。
- 保健委員会
- 美化委員会
- 体育大会実行委員会 - 体育委員から有志が集まって構成される。
- 合唱祭企画委員会 - 執行部は音楽部を中心に構成され、前年度から準備を始める。
- 星陵祭企画委員会 - 委員の中からさらに有志を募って構成された「チーフ会」が、執行部として星陵祭（文化祭）を運営している。
- 学級委員会 - 近年は機能していない。ただし学級委員はクラス毎に選出されており、生徒会の再発足に伴い制度上は復活している。
- 生徒会役員会 - 2006年度新設（1960年代の学園紛争により一度廃止されたため、長い間存在していなかった）。

### 部活動
- 陸上競技部 - 大正時代の黄金期はOBに日本記録保持者も数人輩出した。直近のOBOGには、清田浩伸（1980年卒、現埼玉栄高女子陸上部監督）、小野慎一（1990年卒、現立大陸上部コーチ[42]) らがいる。ここ（2019年より遡り）14年間の都大会で連続入賞し、関東大会の他2011年度や2016年度にはインターハイ出場者も見かける[43]。
- 弓道部 - 個人戦で関東大会など上位大会出場者も見かける。近年では女子個人の部で都大会決勝進出[44]。
- 剣道部 - 2005年度に関東大会出場者を出した。
- 柔道部 - 2018年度に東京都国公立高校大会で準優勝、同年度の学年別都大会で2名が5位入賞[45]。
- 硬式野球部 - 1946年に都準優勝など、1938年以降から強く、準々決勝や準決勝などベスト8・4に入る年も多かった[46]。戦前戦後にかけ、学生野球から実業団・プロ野球で鳴らした宇野光雄らがコーチに来た歴史もある。直近では、山下圭（1990年卒、慶大選手[47]）、井坂肇（2009年卒、東大投手）、坂口友洋（2016年卒、東大投手[48]）ら六大学野球などで活躍するOBも見かける。
- 軟式野球部 - 硬式から望月秀一（元警察庁長官官房管理官）らが創部[49]。
- サッカー部
- ラグビー部 - 全国大会では1959年度全国大会ベスト8。1974年度全国大会都決勝では久我山高に敗退。当時全国指折りの東京で昭和50年代まで関東大会最多出場校二校のうちの一校であった。直近のOBには、後藤禎和（1986年卒、元早大監督）、手塚航（1991年卒、元筑波大主将[50]）などがいる。
- 硬式テニス部 - かつて久邇邦久が入学、柔剣道共々川田校長推奨スポーツであった[51]。
- ソフトテニス部
- 水泳部 - ここ何年か[いつ?]で、インターハイに出場経験があるなど実力を上げている。2018年度には、都大会男子自由形50mで6位入賞[52]。
- 男子バスケットボール部
- 女子バスケットボール部
- 男子バレーボール部
- 女子バレーボール部
- 卓球部 - 東京都国公立高校大会で準優勝経験あり。
- バドミントン部
- ダンス部
- 音楽部合唱班 - 2017年度、2018年度と2年連続でNHK全国音楽コンクール（通称Nコン）高等学校の部において、都予選金賞、都本選銀賞。2023年度全国高等学校総合文化祭「かごしま総文2023」合唱部門に東京都代表として出場。
- 音楽部オーケストラ班 - 最大規模の部。演奏会など校外での活動も。
- 箏曲部 - 安藤政輝ら外部講師が教えに来る。2018年度に日枝神社奉納演奏[53]。
- 軽音楽部
- 茶道部
- 美術研究部 - ここ何年か[いつ?]で、美術部の都大会である中央展で入選し全国大会に出場した部員もいる。
- 棋道部 - 2006年、全国高校囲碁選手権大会女子個人の部4位入賞経験がある[54]。
- 演劇部
- 生物研究部
- 化学探究部 - 通称バケタン（化探）。毎年、文化祭で実験ショーや部誌「化樂多」頒布[55]。
- 天文部 - 月一回の夜間観測を行い、その他の日は個人またはグループでテーマ研究を行う[56]。その他、部誌「シグナス」の発行やプラネタリウムの作成および展示を活動内容としている。
- 雑草研究部 - 2019年にNHK「Rの法則」に出演。
- 物理・地学研究部 - 2006年度新設の同好会から部に昇格した。
- 漫画文芸部
- クイズ研究部 - 2019年度新設。通称HIQ (Hibiya Institute of Quizzes)。全国高等学校クイズ選手権2019（日本テレビ）に東京都代表として出場し、ベスト8進出を果たしている。
- 写真同好会 - 2017年度復活。活動は主に個人で行う。三大行事やその他各種部活などのイベントに参加して、撮影することもある。
- ESS同好会

## 学校行事
体育祭・合唱祭・星陵祭の三つを合わせて「三大行事」とされている。他に、英語スピーチコンテストや夏山キャンプ、部活動合宿、OB・OG等を招いての社会人講演会（1年次）・卒業生講演会（2年次）、英語劇鑑賞教室、スキー教室、柔剣道大会（1年次）、修学旅行（2年次）、球技大会など多彩である。
体育大会
毎年5月中旬に実施される体育祭である。事前練習はほとんど無い。赤・黄・青・白の「色団」に分かれ、クラスごとに所属する色団に応じたTシャツ「クラスTシャツ」を製作し着用する。非公開。
合唱祭
毎年6月中旬に日比谷公会堂で実施。旗照夫が昭和から平成、2000年代以降にかけて長年審査委員長を務めていた。非公開。
日比谷公会堂が工事に入ったため、2016～2018年度は文京シビックホールなどで実施した。
勝山臨海合宿
千葉県安房郡鋸南町勝山で夏期に行われる遠泳合宿である。古式泳法の一つである神伝流も指導されている。参加は自由であり、初心者でも基本から学ぶことができる。
星陵祭
毎年9月下旬に実施される高校演劇が主体の文化祭である。全クラスが約50分の劇を教室で発表する。来校者の投票で最も得票数が多かったクラスには「星陵大賞」が贈られる。唯一外部にも公開。

## 学校施設

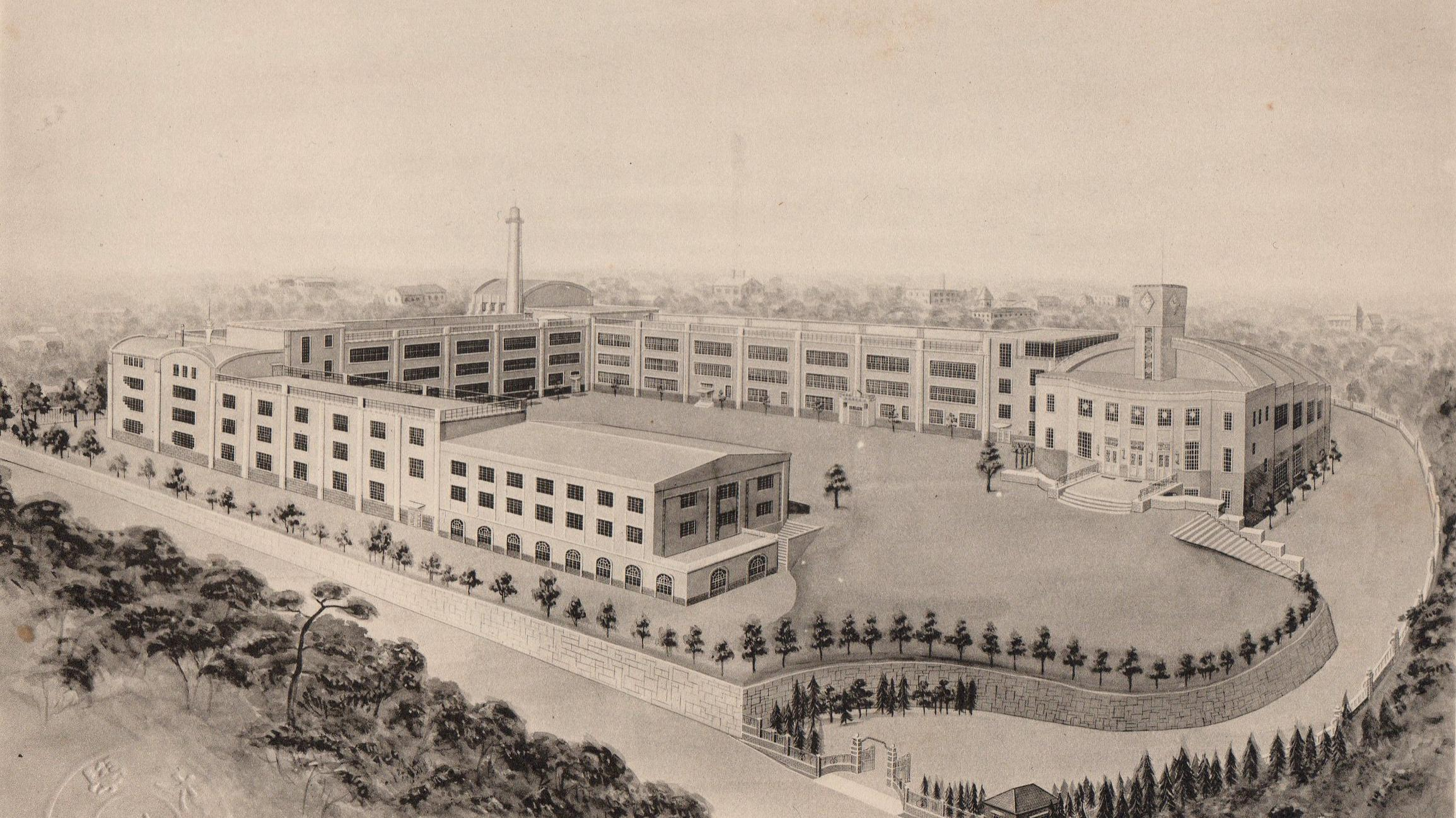
1929年竣工の新校舎。右の建物が講堂。

グラウンドに隣接する星陵会館（後援団体である「財団法人星陵会」が運営）は内外の各種催し物等に使用され、外部利用では土地柄から官公界の催事が多い。また1963年以来、全国高体連事務局も会館内に置かれ、会長は通常日比谷高校長が兼ねることになっている。1994年に、その建築物としての歴史的意義を惜しまれつつも老朽化のために取り壊された「講堂」は再建の声も根強く、入学式・卒業式ですら砂防会館などの外部施設を使わざるを得ない状況も鑑み、体育館の改修とも並行して検討俎上にあるが、現状では都の方針もあって成案には至っていない。

## 入学試験および進学指導
- 2001年度入試において、公立高校としては初めての自校作成問題を導入。同年秋に東京都の進学指導重点校に指定された。
  - 一般入試に自校作成問題が導入されているが、石原慎太郎都知事辞任直後の2013年、国分寺高校入試での一部問題流用を理由として2014年度から東京都教育委員会がグループ分けに基づくグループ作成問題に変更した。ただし、進学指導重点校などでは一部自校作成問題に差し替えて出題している[58]。なお、2018年度から、進学指導重点校グループおよび進学重視型単位制高校グループ（新宿・国分寺・墨田川）は、従来の自校作成問題校に戻された[59]。
  - 同様に日比谷高校などに「学力検査特別選考枠」（3教科加算入試）が設けられていたが、2016年度から廃止となった[60][61][62]。
- 入学後の勉学面では、卒業生をチューターとした補習や各大学に合わせた講座の開講、シラバスの配布、予習・先取り学習の方法、実力テスト・模試などによる定点観測などを実施している。

## 高校関係者と組織

### 関連団体
- 如蘭会 - 同窓会の名称。読み方は｢じょらんかい｣となる。
- 星陵会 - 後援会の名称。読み方は｢せいりょうかい｣となる。

## 関連学校
補充学校、分校、同校校舎内で開校など、同校に縁のある学校として、戸山高校、両国高校、東京都立大附属高校（現：桜修館中等）、東京都立大学、豊多摩高校、大森高校、港区立青山中学校（新制新星中学校として同校に置かれる）等がある。1937年4月に併設された東京府立第一中學校養正夜間中學校は、戦後も定時制課程としてしばらく東大合格者等も多く輩出してきたが、2005年4月に六本木高校として統合された。

## 関連書籍

### 教職員
25代目校長の長澤直臣から26代石坂康倫、27代武内彰と、進学指導重点校指定など都立日比谷改革期を担う。
- 『名門復活 日比谷高校 : 奇跡の学校改革はなぜ成功したのか』（長澤直臣・鈴木隆祐、学研新書、2009年）
- 『日比谷復権の真実』（長澤直臣、学事出版、2010年）
- 『日比谷高校は進化するー新たな旅立ちに向けて』（石坂康倫、学事出版、2012年）
- 『学ぶ心に火をともす8つの教え 東大合格者数公立No.1!! 日比谷高校メソッド』（武内彰、マガジンハウス、2017年）
- 『日比谷高校の奇跡――堕ちた名門校はなぜ復活し、何を教えているのか』（武内彰、祥伝社、2017年）

### 回顧録など
- 『日比谷高校創立百周年記念レコード』（東芝EMI、1977年）- 日比谷の歴史や歌、各界OBのインタビューや一中生と梁田貞の校歌独唱など。都立中央図書館に所蔵する。ナレーター千田是也・檜よしえ。
- 『日比谷高校闘争と一教員・生徒の歩み』（大河原礼三、現代書館、1973年）- 学園紛争期の同校出身教諭の記録。
- 『激浪猛威を振ふとも』（東京府立一中六十七回生編、1995年）- 1940年入学生らの追想文集。
- 『男たちへ：フツウの男をフツウでない男にするための 54章』（塩野七生、文藝春秋社、1989年）- 著書の中で、旗立て方式の担任選択制など在籍当時を振り返る。
- 『母のキャラメル ベストエッセイ集』（日本エッセイスト・クラブ編、文藝春秋社、2001年）- 同書所収エッセイ「日比谷高校の江藤淳」（斎藤明）。星陵祭での話など。
- 『愉快に日比谷高校』（久野猛、日本加除出版、2001年）- 1993～1998年当時の23代目校長による著作。筆者は河出書房新社77年文藝賞受賞。
- 『父・山本五十六』（山本義正、恒文社、2001年 / 2011年朝日文庫、1969年カッパブックス）- 府立一中受験のため、一家で青山南町に引越し青南小に転校してきたこと、父との早慶戦観戦の思い出など。
- 『もう、きみには頼まない―石坂泰三の世界』（城山三郎、文春文庫、1998年）- 尋中時代の交友関係（石坂泰三）が描かれている。
- 『小説 東大法学部』（大下英治、廣済堂文庫、1994年）- 星陵祭実行委など、日比谷時代の交友関係（加藤紘一）が描かれている。
- 『ぼくらの学校』（篠沢秀夫、杏文堂、1986年）- 高校時代の篠沢の自伝的エッセイ。
- 『軽井沢、日比谷、パリ』（篠沢秀夫、文藝春秋社、2005年）- 高校時代も絡めた自伝的エッセイ。
- 『同級生交歓』（文春新書、2006年）-『文藝春秋』誌上の同級生交歓シリーズの新書化。往年の谷崎、吉井、辰野、服部（セイコー2代目社長）らが学校玄関前に勢揃いしているシーンなど。
- 『丸山眞男回顧談』（上）（松沢弘陽・植手通有、岩波書店、2006年）- インタビュー形式の丸山眞男の回顧談。「府立一中のころ」の章で、遅刻坂で毎回遅刻したこと、不良・正統派・反正統派といった生徒の区分けなど。他に当時は7年制高等学校の方が難関であったが、一中に進んだワケなど。

### 研究評論
- 『都立高校のすべてがわかる本』（山崎謙、山下出版、2000年）- 都立各校の事細かな歴史がコンパクトに綴られている。
- 『むかし〈都立高校〉があった』（奥武則、平凡社、2004年）- 筆者は新宿高校出身。丸山眞男や庄司薫を参照しながら「都立のエリート文化」がかつて「確かに」あったことを説き、またそれを破壊した学校群制度やそれに関わった者たちを批判的に検証する。
- 『麻布中学と江原素六』（川又一英、新潮新書、2003年）- 麻布学園とリベラルな校風で共通する点に着目して、21世紀に入ってなお実質的なライバルに相応しい学校を府立一中・日比谷高校とみている。
- 『東大合格高校盛衰史』（小林哲夫、光文社新書、2009年）- 主に日比谷などを軸にした東大進学校の変遷を描いている。
- 『改訂版 東大合格高校盛衰史』（小林哲夫、光文社新書、2023年）- 上記書籍の増補新版。

## 関連作品

### 小説
- 『赤頭巾ちゃん気をつけて』（庄司薫、中公文庫、1969年）- 学園紛争や東大の入試中止などを時代背景とした、一日比谷高校生の青春物語。
- 『白鳥の歌なんか聞こえない』（庄司薫、中公文庫、1971年）-『赤』に続く元日比谷高校生の青春物語。
- 『青葉繁れる』（井上ひさし、文春文庫、1974年）- 仙台一高の劣等生集団と、日比谷高校から転校してきた俊介らのほろ苦くも爽やかな青春物語。
- 『スクール・ウォーズ 落ちこぼれ軍団の奇跡』（馬場信浩、光文社文庫、1985年）- TVドラマ『スクール☆ウォーズ』の原作。花園（当時は西宮）出場時の日比谷高校の前後半でフォワードとバックスを入れ替える戦法が山口良治の脳裏に浮かぶ。

### 映画・TVドラマ
- 『赤頭巾ちゃん気をつけて』（東宝、1970年、映画・DVD）- 映画版薫役：岡田裕介
- 『クラスメート - 高校生ブルース -』（日本テレビ・国際放映、1971年3月30日 - 5月4日、火曜日の女シリーズ・DVD）- 武原英子、田村高廣、沖雅也、近藤正臣出演。学校群制度で東京一の名門「日向（ひなた）高校」に跋扈する不良生徒グループと対峙する新任女教師とその恩師、恩師殺害から不良一味のリーダー格の逮捕、真犯人を目撃した不良一味の生徒の殺害へ展開する学園サスペンスドラマ[63]。旗立て方式のクラス担任選択が演出に盛り込まれ、実際の日比谷高もロケ地に用いられている。
- 『白鳥の歌なんか聞こえない』（東宝、1972年、映画・DVD）- 映画版薫役：岡田裕介、本田みちこ出演。
（NHK、1972年、銀河ドラマ）- TVドラマ版薫役：荒谷公之、仁科明子出演。
- 『青葉繁れる』（東宝、1974年、映画・DVD）- 映画版俊介役：草刈正雄。
（TBS・国際放映、1974年、TVドラマ）- ドラマ版俊介役：沖雅也。
- 『白昼の死角』（角川映画、1979年、映画・DVD）- 1960年高木彬光原作映画。学士金融・光クラブ事件で戦後アプレを象徴する山崎晃嗣をモデルとする隅田（岸田森）が、鶴岡（夏八木勲）の追憶シーンでは一中の野球投手として走馬灯のように蘇る。